# Il re delle isole
Il re delle isole (The Hawaiians) è un film del 1970 diretto da Tom Gries. Riprende gli eventi rappresentati nel film Hawaii: una nuova generazione di americani e asiatici devono confrontarsi con un'isola e un mondo che cambiano.

## Trama
Verso la metà del XIX secolo,  Whip Hoxworth torna ad Honolulu con una nave carica di emigranti cinesi. Tra questi, Mun Ki e sua moglie Nyuk Tsin saranno presi a servizio nella casa degli Hoxworth. A casa,  Whip Hoxworth viene a conoscenza della morte del ricco nonno che però ha lasciato la sua ricchezza ad altri parenti; Whip ha ereditato solamente un vasto territorio brullo e desolato, al centro dell'isola. Dopo pochi anni, scavando dei pozzi, viene trovata l'acqua che consentirà la coltivazione degli ananas su questi terreni: inizia così la “fortuna” della famiglia Hoxworth.

Intanto i domestici cinesi hanno avuto cinque figli, ma il padre Mun Ki contrae la lebbra e deve essere isolato nel lebbrosario nell'isola di Molokai. La moglie Nyuk Tsin lascia i figli e segue il marito per assisterlo nel corso della malattia. Alla morte di Mun Ki anni dopo, torna a casa e trova i suoi figli cresciuti, educati e prosperosi.

Il ricco Whip Hoxworth, per difendere i propri interessi ecomici, insieme ad altri ricchi proprietari terrieri, organizza un complotto per rovesciare il regno della regina Liliuokalani. Arrestato, rischia la pena di morte; si salverà grazie all'intervento della Marina e delle truppe da sbarco degli Stati Uniti.

Dopo alcuni anni di navigazione, il figlio Noel torna a casa e lavora con suo padre. Ritrova Mei Li, figlia della famiglia cinese che ha aiutato suo padre. I giovani si innamorano l'un l'altro. Tuttavia nessuno dei due genitori approva il matrimonio per motivi “razziali”, ma alla fine lo accettano a malincuore.

## Riferimenti storici
- Regno delle Hawaii
- Repubblica delle Hawaii
- Storia delle Hawaii